# Marten (Unternehmen)
Die Gütersloher Fleischwarenfabrik J.F. Marten GmbH (Eigenschreibweise MARTEN) ist ein deutscher Wurst- und Fleischwarenhersteller und Teil der Tönnies-Gruppe. Der Sitz des Unternehmens befindet sich in Böklund. In der Produktionsstätte in Gütersloh beschäftigt das Unternehmen 220 Mitarbeiter. Das Unternehmen produziert Rohwurst, Koch- und Brühwurst sowie Schinken.

## Geschichte
Gegründet wurde das Unternehmen 1855 von Johann Friedrich Marten als Handwerksbetrieb. 1928 erwarben die Brüder Fritz und Franz Blankemeyer den Betrieb und gründeten die Gütersloher Fleischwarenfabrik J. F. Marten GmbH.
Marten gehörte zum sog. Wurstkartell, in dem seit mindestens 2003 21 Hersteller der Wurstbranche Preise abgesprochen und vorsätzlich wie rechtswidrig gegen das Gesetz gegen Wettbewerbsbeschränkungen (GWB) verstoßen hatten. Nachdem das Bundeskartellamt 2014 ein Bußgeld in Millionenhöhe gegen Marten verhängte, konnte das Unternehmen diesem durch Umstrukturierungen entgehen (Wurstlücke).
2017 wurde Marten von Tönnies übernommen und in die Zur-Mühlen-Gruppe eingegliedert. Mit einem Beherrschungs- und Ergebnisabführungsvertrag ist das Unternehmen weiterhin an die Joh. Blankemeyer GmbH & Co. KG gebunden.